# Лопухин, Юрий Михайлович
Юрий Михайлович Лопухи́н (28 октября 1924, Большое Владимирское, Семипалатинский уезд, Семипалатинская губерния, Казахская АССР — 3 октября 2016, Москва, Российская Федерация) — советский и российский хирург, доктор медицинских наук, профессор, академик РАМН, почётный директор НИИ физико-химической медицины ФМБА России, лауреат Государственных премий СССР (1971, 1979) и РСФСР (1989), заслуженный деятель науки РСФСР (1979). Член КПСС с 1948 года.
С 1965 по 1984 года являлся ректором 2-го МОЛГМИ им. Н. И. Пирогова, является почётным заведующим кафедрой оперативной хирургии и топографической анатомии РГМУ, которой руководил с 1976 по 1992 годы.
Президент Российской ассоциации специалистов по эфферентным и физико-химическим методам в медицине, член Международной ассоциации Фонда мира, представитель России в Европейском Совете по медицинской этике, член президиума Всероссийского общества «Знание».

## Биография
Родился в семье учителей.
Поступил в Киргизский медицинский институт, но был переведён во 2-й Московский медицинский институт им. Н. И. Пирогова, который окончил в 1946 году. Там же обучался до 1949 года в аспирантуре, а затем продолжил работу в институте с 1949 года в качестве ассистента, с 1957 года — доцент, с 1965 года — профессор и ректор института.
В 1960 г. защитил докторскую диссертацию на тему о топографии сердечно-сосудистого комплекса при митральных пороках сердца и гипертонической болезни.
C 1965 по 1984 год был ректором 2 МОЛГМИ им. Н. И. Пирогова. В период его руководства были построены уникальный комплекс учебно-научных зданий, общежитие, библиотека, спортивный комплекс. В 1971 году принял решение об открытии первого в стране курса иммунологии, преобразованного в 1974 году в самостоятельную кафедру, которую возглавил академик Р. В. Петров. Совместно с сотрудниками этой кафедры Лопухиным были начаты первые в стране исследования первичных иммунодефицитов, предложена их классификации на основе иммуногенетического анализа. В 1981 году по его инициативе был создан Научно-исследовательский институт физико-химической медицины Министерства здравоохранения, который он возглавлял с 1984 по 2006 год.
Долгие годы являлся председателем комитетов по биомедицинской этике Министерства здравоохранения России и РАМН. В 1997—2002 годах под редакцией Ю. М. Лопухина и академика РАМН В. И. Покровского были изданы три коллективные монографии «Биомедицинская этика», в создании которых приняли участие крупные учёные медики, биологи и философы. По инициативе Комитета по биоэтике во всех медицинских высших и средних специальных учебных заведениях страны введена программа обучения по биоэтике.
Скончался на 92-м году жизни 3 октября 2016 года. Похоронен в Москве на Новодевичьем кладбище (место 3-11-3).

## Научная деятельность

### Научные интересы
Основные направления научной деятельности: трансплантация органов и тканей, эфферентные методы в медицине, первичные и вторичные иммунодефицитные состояния, диагностика и лечение атеросклероза, экспериментальная хирургия и топографическая анатомия. Считается основоположником направления в медицине — сорбционных способов детоксикации организма. Его работы заложили основы эфферентной медицины. Приоритетными являются исследования по сорбционным методам детоксикации, получившие широкое распространение в современной лечебной медицине.
Также занимался разработкой теоретических и практических аспектов диагностики и лечения атеросклероза.
В 1972 году им была разработана пересадка эндокринной ткани в биологических, полупроницаемых мембранах, а также предложены методы оценки жизнеспособности органов и тканей перед трансплантацией (1974).
Стоял у истоков пересадки почки в нашей стране. Совместно с сотрудниками института хирургии, руководимого академиком Б. В. Петровским, и коллективом академика Н. А. Лопаткина, была осуществлена первая пересадка почки.
Обладатель более 50 авторских свидетельств и патентов на изобретения.

### Научные труды
Подготовил около 500 научных работ, в том числе, основные монографии: 
- Топография сердечно-сосудистого комплекса при митральных пороках сердца и гипертонической болезни: дисс. — М., 1960.
- Экспериментальная хирургия. — М., 1971.
- Бласттрансформация лимфоцитов у больных с острым аппендицитом и хроническим рецидивирующим холециститом // Трансплантация эндокринных органов в клинике и эксперименте / под ред. Ю. М. Лопухина. — М., 1972. — С. 105. (совм, с др.)
- Новая классификация первичной иммунологической недостаточности // Вестн. АМН СССР. — 1974. — № 3. — С. 35. (совм, с Петровым Р. В.)
- Критерии жизнеспособности органов и тканей перед трансплантацией. — М., 1975. (совм, с Коганом Э. М.)
- Лимфосорбция — новый метод детоксикации организма // Гемосорбция / под ред. Ю. М. Лопухина. — М., 1977. — С. 64. (совм, с др.)
- Ультраструктурные основы жизнеспособности печени, почек и сердца. — М., 1977 (совм, с др.)
- Актуальные проблемы пересадки органов. — М., 1978 (совм, с др.)
- Гемосорбция. — М., 1978 (совм, с Молоденковым М. Н.); 1985.
- «Холестериноз» (1983),
- «Эфферентные методы в медицине» (1989),
- «Кожа и атеросклероз» (1992).

### Педагогическая деятельность
С 1968 года — заведующий кафедрой клинической и экспериментальной хирургии Медико-Биологического Факультета 2-МОЛГМИ им. Н. И. Пирогова, а с 1976 по 1992 год руководил кафедрой оперативной хирургии и топографической анатомии с курсом клинической и экспериментальной хирургии.
Под его научным руководством были подготовлены 60 кандидатская и 25 докторских диссертаций. Выступил автором ряда учебных пособий: «Практикум по оперативной хирургии» (1967), «Экспериментальная хирургия» (1971), «Техника хирургических операций» (1963), «Оперативная хирургия с топографической анатомией детского возраста» (1977, 1984), «Хирургия» (1978), «Лекции по топографической анатомии и оперативной хирургии» (1994), «Экспериментальная хирургия» (2011).
Автором научно-популярных книг: «О науке, творчестве и здоровье» (1991), «Болезнь, смерть и бальзамирование В. И. Ленина» (1997).

## Звания и награды
- с 1971 года — академик АМН СССР
- с 1979 года — Заслуженный деятель науки РСФСР
- с 1983 года — почётный доктор Лейпцигского университета
- лауреат государственных премий СССР (1971 и 1979 годов) и РСФСР (1989 года)
  - в 1971 году — за разработку и внедрение в клиническую практику методов пересадки почек
  - в 1979 году — за разработку и внедрение сорбционных методов детоксикации
  - в 1989 году — за разработку и внедрение методов диагностики и лечения атеросклероза
- лауреат Премии Правительства РФ (1996)
- лауреат премии АМН СССР им. С. И. Спасокукоцкого (1977)
- лауреат премии РАМН им. А. Н. Бакулева и В. Н. Шевкуненко.
- Орден «За заслуги перед Отечеством» II степени (1 июля 2005 года) — за выдающиеся заслуги в развитии медицинской науки и здравоохранения[6]
- Орден «За заслуги перед Отечеством» III степени (31 октября 1999 года) — за большой личный вклад в развитие медицинской науки и здравоохранения[7]
- Орден Дружбы народов (27 августа 1994 года) — за большой вклад в развитие медицинской науки и подготовку высококвалифицированных специалистов[8]
- Орден Ленина
- Орден Октябрьской Революции
- Три ордена Трудового Красного Знамени
- Орден «Знак Почёта»
- ордена и медали Болгарии и Вьетнама
- Почётная грамота Президента Российской Федерации (12 февраля 2015 года) — за заслуги в развитии здравоохранения, медицинской науки и многолетнюю добросовестную работу[9]
- Почётная грамота Кыргызской Республики (18 сентября 1999 года, Кыргызстан) — за заслуги в развитии кардиологической службы республики[10]
- Государственная премия СССР 1971 года в области науки и техники (в области науки) (5 ноября 1971 года) — за разработку и внедрение в клиническую практику пересадки почек[11]
- Государственная премия СССР 1979 года в области науки и техники (в области науки) (1 ноября 1979) — за разработку и внедрение в клиническую практику новых методов лечения, основанных на сорбции токсических веществ из крови и других биологических жидкостей организма[12]
- Премия Правительства Российской Федерации 1996 года в области науки и техники (14 февраля 1997 года) — за разработку, внедрение в промышленное производство и клиническую практику нового типа иммунокорригирующих лекарственных препаратов пептидной природы: тактивина и миелопида[13]
- Премия Правительства Российской Федерации 2002 года в области науки и техники (18 февраля 2003 года) — за создание отечественного препарата для лечения заболеваний печени «Фосфоглив»[14]
- Почётный гражданин города Бишкек[15].

## Память
- Федеральный научно-клинический центр физико-химической медицины им. Ю. М. Лопухина (2021)

## Публикации
- Более 600 научных работ и статей[4]
- 14 монографий и 2 сборника научных трудов под его редактцией
- Учебник 1971 года по экспериментальной хирургии
- Учебник 1985 года оперативной хирургии и топографической анатомии детского возраста
- Курс лекций 1994 года по топографической анатомии и оперативной хирургии
- Атлас 1963 года по оперативной хирургии
- Практикум 1967 года по оперативной хирургии
- Учебник по хирургии для медицинских училищ

### Научно-популярные издания
- Лопухин Ю. М. Болезнь, смерть и бальзамирование В. И. Ленина: Правда и мифы. — М.: Республика, 1997. — 240 с. — 5000 экз. — ISBN 5-250-02615-X. (в пер., суперобл.)
- Лопухин Ю. М. Как умер Ленин. Откровения смотрителя Мавзолея. — М.: Алгоритм, 2014. — 208 с. — (Как уходили вожди). — ISBN 978-5-4438-0654-9.
- Лопухин Ю. М. О науке, творчестве и здоровье. — М.: Литтерра, 2014. — 160 с. — 500 экз. — ISBN 978-5-4235-0161-7.